# Дискінезія жовчних шляхів
Дискіне́зія жо́вчних шляхі́в — патологічний стан, що виникає в результаті порушень моторної функції жовчовивідних шляхів.
Існує два типи дискінезії: при першому переважаєть зниження тонусу жовчного міхура, при другому — спастичні явища у ньому.
Дискінезія часто супроводжує жовчнокам'яну хворобу, холецистит, може бути самостійним захворюванням.
Захворювання зазвичай уражує дітей старшого віку та дорослих.

## Клінічні прояви
Біль у правому підребер'ї, нудота, біль у животі після їжі, непереносимість жирної їжі, здуття, метеоризм, іноді блювання, може бути невеликий субфебрилітет, який пов'язаний з вегетативною дисфункцією. Прояви можуть бути схожими або точно імітувати жовчнокам'яну хворобу.

## Діагностика
Уточненню типу дискінезії допомагає холецистографія, яка виявляє схильність до спазму або атонії. Іноді буває важко відрізнити дискінезію від перебігу хронічного холециститу, про який говорять такі ознаки, як нейтрофільний лейкоцитоз, збільшена ШОЕ. Дуоденальне зондування при цьому має менше значення для діагностики.

## Лікування
Доцільне застосування легких седативних препаратів, жовчогінних засобів (алохол, холосас, настій кукурудзяних рильців), спазмолітиків (папаверин). При гіпокінетичній формі дискінезії призначають стимулятори відтоку жовчі.

## Профілактика
- Ведення здорового способу життя, відмова від шкідливих звичок;
- Дотримання дієтичного харчування, виключити переїдання;
- Нормалізація емоційного стану;
- Правильний режим дня;
- Помірні фізичні навантаження;
- Своєчасний відпочинок та повноцінний сон.[джерело?]